# Cucullia intermedia
Cucullia intermedia är en fjärilsart som beskrevs av Adolph Speyer 1870. Cucullia intermedia ingår i släktet Cucullia och familjen nattflyn. Inga underarter finns listade i Catalogue of Life.

## Bildgalleri

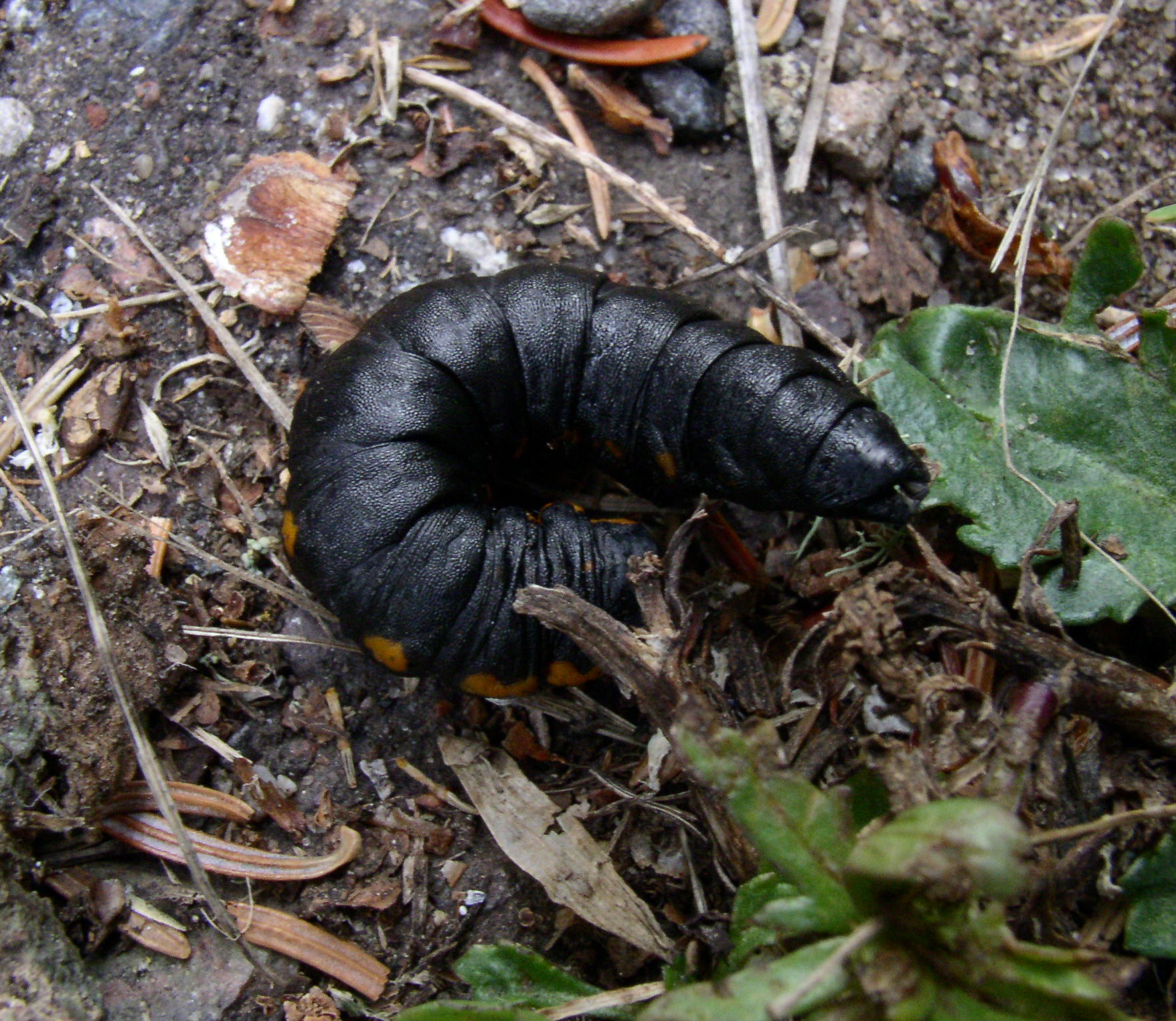
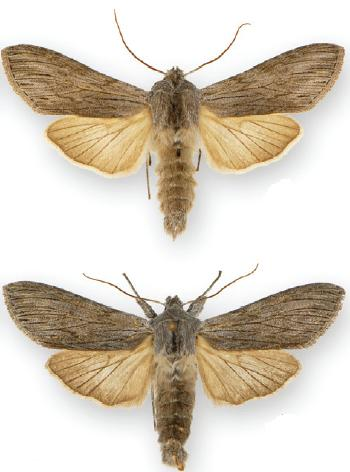